# Râul Șomuzul Mic, Siret
Râul Șomuzul Mic este unul afluent al râului Siret.
Bazinul hidrografic Șomuzul Mic  se află situat în partea centrală a Podișului Sucevei, subunitatea celui mai întins reprezentativ podiș al României ( Podișul Moldovei).
De o formă apropiată cu a unui arc de cerc, cu deschiderea spre râul Suceava se întinde pe o suprafață de 128 km² având o lungime de aproximativ 30 km și o lățime maximă de 7 km.
Orientat pe direcția VNV – ESE, cu excepția sectorului superior, este intersectat prin mijlocul său de paralela de 47º 33´ lat. N și meridianul de 26º 23´ long. E.Poziția centrală în cadrul Podișului Sucevei conferă particularități ce se reflectă în condițiile fizico-geografice medii ale acestei unități deluroase de relief, climă, hidrografie, vegetație și soluri.
Situat, longitudinal, aproximativ la distanțe egale de flișul Carpaților Orientali și depresiunea Jijia – Bahlui, bazinul hidrografic Șomuzul Mic înregistrează în carcteristicile fizico-geografice de ansamblu și de amănunt, trecerea de la domeniul muntos forestier la cel de câmpie deluroasă, stepică.
Limitele sale, bine evidențiate, corespund cumpenelor de ape care îl despart de bazinele hidrografice ale râurilor Suceava și Șomuzul Mare.
Cumpăna de ape dintre bazinul Șomuzul Mic și bazinul Sucevei se desfășoară începând de pe culmea dealului Tătăraș, trece prin S-V satului Ipotești, urmărește culmea dealului Rediu, intersectează partea sud-vestică a satului Bosanci, apoi se continuă de-a lungul culmilor Hârtop, traversează dealurile Cornul Mesteacănului, Vulturești, Runc și Bucșa și se încheie la confluența cu Siretul.
Spre vest și sud unde intră în contact cu bazinul Șomuzul Mare, cumpăna de ape urmărește culmea dealului Bursuci, apoi se continuă pe culmile Căldărușii, Crucii, Humăria, Corbului și Pietrelor. De aici se răsucește către est-sud-est trecând prin nordul localităților Hârtop și Preutești. Mai departe intersectează părțile nordice ale dealurilor Fântânele, Harbuz, Rotunda, trece prin nordul satului Corni și se termină la gura de vărsare a Șomuzului Mic în Siret.
Bazinul hidrografic al Șomuzului Mic se întegrează armonios în peisajul de ansamblu al Podișului Sucevei, individualizându-se prin trăsături fizico-geografice ce-l detașează de regiunile înconjurătoare.
Din punct de vedere morfometric, altitudinea medie a bazinului hidrografic este de 357m, depășind cu puțin înălțimea medie a Podișului Sucevei, care a fost apreciată la 342m.(A.Roșu 1973).Regiunea studiată este traversată  de la sud-est spre est de șoseaua județeană D.J. 208 C, care are o lungime de 12,7 Km. și o rețea de drumuri comunale în lungime de 58,6 Km., prin care se face legătura dintre comuna Vulturești și comunele vecine: Bunești, Preutești, Liteni, Udești. Aceste drumuri sunt următoarele:
- Fălticeni – Pleșești – Udești (D.C. 1.)
- Liteni – Valea Glodului – Preutești (D.C. 4.)
- Hârtop – Mănăstioara – Giurgești (D.C. 5.)

Șoselele care leagă satele din comuna Vulturești cu orașul Fălticeni și Suceava, reședința județului, sunt în mare parte asfaltate dar există și porțiuni pietruite. Distanța față de orașul Fălticeni a localității Pleșești este de 18 Km.În ceea ce privește presiunea umană asupra teritoriulul studiat, din bazinul hidrografic al Șomuzului Mic fac parte următoarele localități sau părți ale acestora: sud vestul satului Ipotești,sud-vestul satului Bosanci, comuna Vulturești cu toate satele aflate în componența sa (Hreațca, Pleșesti, Jacota, Vulturești,Merești,Giurgești, Valea Glodului, Osoi) și nordul satului Rotunda aflat sub administrația mai noului oraș Liteni. În bazinul hidrografic exista risc de inundații, în special pe cursul mijlociu si inferior al râulul Șomuzul Mic. Astfel de inundatii s-au produs în urma ploilor abundente din anii 1970-1971, 2008 si chiar 2010, când au fost afectate mai multe gospodarii și terenuri agricole de pe raza comunei Vulturești (satele Pleșești și Giurgești) si a localității Rotunda, aflata la confluența cu râul Siret.

## Hărți
- Ovidiu Gabor - Economic Mechanism in Water Management  Arhivat în 5 martie 2009, la Wayback Machine.